# أخلاق قانونية

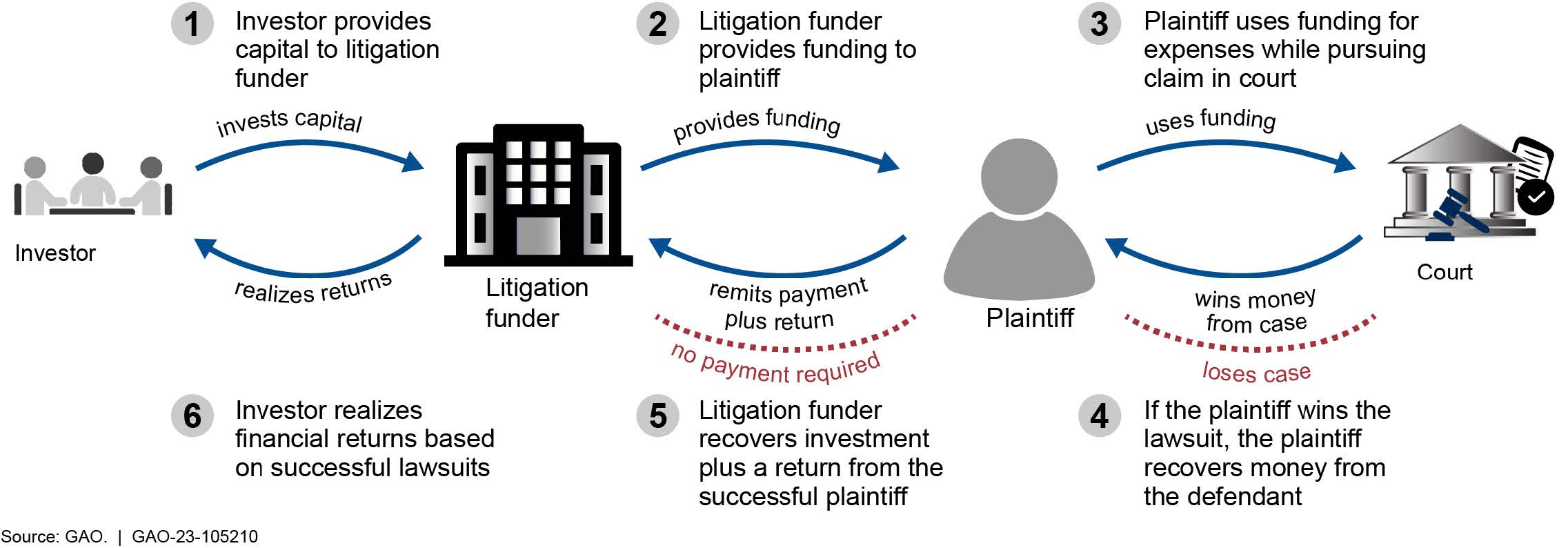
مبدأ الاخلاق قانونية

تعرف الاخلاق القانونية بأنها مبادئ السلوك التي من المتوقع أن يلتزم بها أعضاء المهنة القانونية في ممارساتهم و إنها ثمرة تطور مهنة المحاماة نفسها.

## في الولايات المتحدة
لدى كل ولاية أو إقليم مدونة لقواعد السلوك المهني التي تملي قواعد الأخلاق، يجوز اعتمادها من قبل الهيئات التشريعية و الأنظمة القضائية في الولاية المعنية. أصدرت نقابة المحامين الأمريكية القواعد النموذجية للسلوك المهني على الرغم من أنها توصية رسمية من قبل هيئة خاصة ، كانت مؤثرة في العديد من الولايات القضائية. تتناول القواعد النموذجية العديد من الموضوعات التي توجد في قواعد أخلاقيات الدولة منها:
- العلاقة بين العميل والمحامي
- واجبات المحامي كمحامي في الدعاوى العدائية
- التعامل مع الأشخاص بخلاف العملاء
- شركات المحاماة والجمعيات والخدمة العامة والإعلان .
- الحفاظ على نزاهة المهنة.

إن احترام ثقة العميل والصراحة تجاه المحكمة والصدق في التصريحات للآخرين والاستقلالية المهنية هي بعض السمات المحددة للأخلاقيات القانونية.
يتم استخدام امتحان المسؤولية المهنية متعدد الدول لقياس معرفة الممتحنين وفهمهم للمعايير الموضوعة المتعلقة بالسلوك المهني للمحامين. ويعد امتحان السؤولية المهنية شرطًا أساسيًا لاختبار نقابة المحامين للقبول كمحامٍ قانوني في 48 ولاية من الولايات الخمسين بالولايات المتحدة ولا تزال هذه السلطات القضائية تدمج قواعد الأخلاق المحلية في امتحانات المحامين الخاصة بكل منها.
تطلب بعض الولايات الأمريكية بما في ذلك نيويورك من المتقدمين الذين يسعون إلى أن يصبحوا محامين أن يأخذوا دورة في المسؤولية المهنية خلال كلية الحقوق.
نشر الباحث القانوني الأمريكي ماينارد بيرسيج [الإنجليزية] عام 1949 حالات ومواد عن الأخلاق القانونية، كما نشر ايضاً تعريف للأخلاق القانونية عام 1974

## التنفيذ

### الولايات المتحدة
لكل ولاية في الولايات المتحدة هيئة تنظيمية (تسمى نقابة المحامين بالولاية) تتولى سلوك المحامي عندما يُرخص للمحامين بممارسة المهنة في الدولة، يخضع هؤلاء المحامون لأنفسهم لهذه المنظمة. غالبًا ما تقع المسؤولية العامة على أعلى محكمة في الولاية (مثل المحكمة العليا)، وتتبنى نقابات المحامين بالولاية بالتشاور مع المحكمة غالبًا مجموعة من القواعد التي تحدد الواجبات الأخلاقية السارية.
في عام 2013  اعتمدت 48 ولاية نسخة من القواعد النموذجية لنقابة المحامين الأمريكية. كاليفورنيا هي الولاية الوحيدة التي لم تعتمد أيًا منها وبدلاً من ذلك فقد كتبت هذه الولايات قواعدها الخاصة من الصفر. ينص البند 530 على أن المحامين الحكوميين يخضعون لقوانين أخلاقيات الدولة في الولاية التي يمارسون فيها و قد يخضع المحامون الذين لا يلتزمون بالقواعد الأخلاقية المحلية إلى انضباط يتراوح من التوبيخ الخاص إلى التجريد .

### الهند
بموجب قانون المحامين لعام 1961 فإن مجلس نقابة المحامين في الهند مسؤول عن إنشاء قواعد لتسجيل المحامين وتنظيم الأخلاقيات القانونية وإدارة الإجراءات التأديبية .

### أستراليا
أصدر تنظيم موحد إلى المهنة القانونية فيما يتعلق بترتيبات الفواتير وإجراءات الانضباط ومعالجة الشكاوى.
فتم إنشاء مجلس للخدمات القانونية بين الولايات القضائية من أجل تنظيم مهنة المحاماة وتقديم الخدمات القانونية وأدى ذلك إلى إنشاء قواعد سلوك المحامين الأستراليين
القانون الموحد للمهن القانونية لعام 2015 و قواعد المحامين القانونيين لمهنة المحامين لعام 2015. يتم تنظيم الولايات والأقاليم الأسترالية من خلال التنظيم المشترك والتنظيم الذاتي والتنظيم المستقل.